# 武藤將吾
武藤將吾（日语：むとう しょうご，1977年—），是一位電視劇、電影編劇。日本腳本作家協会監事。

## 生平
在劇本作家協會主辦的劇本講座中向柏原寛司、西岡琢也拜師，之後以《棒球狂父親》拿下第15回富士電視台年輕人劇本大獎。之後寫出《電車男 (電視劇)》與《花樣少年少女》等熱門作品。
2017年首次以《假面騎士Build》參與假面騎士系列製作，電視劇本篇全49話、劇場版、V CINEMA的劇本都是由一人負責完。

## 編劇作品

### 富士電視台

#### 連續劇
- 電車男 (電視劇)（2005年）
- 小早川伸木之戀（2006年）
- 花樣少年少女 (2007年電視劇)（2007年）
- 少年刑警（2008年）
- 富家女與窮太郎（2008年）
- 家有花樣男子X6（2009年）
- JOKER 不被原諒的搜查官（2010年）
- 家族遊戲（2013年）
- 年輕人們（2014年）
- Okura（2024年）

#### 特別劇
- 電車男DELUXE 最後的聖戰（2006年）
- 花樣少年少女 畢業典禮&7與1/2話SP（2008年）
- 少年刑警! 史上最大危機SP（2009年）
- 永別了! 少年刑警 SP（2010年）

### 其他電視台

#### 連續劇
- 怪盜偵探 山貓（2016年、日本電視台）
- 假面騎士Build（2017年、朝日電視台）
- 3年A班-從此刻起，大家都是我的人質--（2019年、日本電視台）
- 火星-零的革命-（2024年、朝日電視台）

#### 單劇
- 少爺（2016年、NHK BS Premium）

### 電影
- 熱血高校 1（2007年）
- 熱血高校 2 （2009年）
- 終有一天（2010年）
- 羅馬浴場 (電影)（2012年）
- 永別了危險刑警（2016年）

## 相關連結
- 日本剧本作家協会（日语：日本シナリオ作家協会）
- 富士電視台
- 小栗旬

## 外部連結
- 武藤將吾的X（前Twitter）